# Богданавичус, Владимир Стасисович
Владимир Стасисович Богданавичус (род. 18 мая 1965 года, СССР) — советский и российский футболист, нападающий, защитник, игрок в мини-футбол. Позднее стал тренером.

## Карьера
Воспитанник московского «Торпедо». В качестве футболиста выступал за многие команды второй советской лиги. После развала страны, в 1993 году Богданавичус вместе с тюменским «Динамо-Газовиком» побеждал в Первом дивизионе в зоне «Восток». Завершал свою карьеру футболист в любительских коллективах.

## Мини-футбол
В девяностые годы Владимир Богданавичус активно выступал в чемпионате России по мини-футболу. Некоторое время он входил в состав сильнейшей советской футзальной команды «КСМ-24». В сезоне 1998/99 игрок выступал в Суперлиге за «Койл» из Когалыма. В 24 матчах он забил один гол.

## Тренерская деятельность
В 2001—2009 годах работал тренером в ДЮСШ «Химки». С 2009 по 2013 гг. был директором спортшколы. Позднее он возглавлял молодежный состав химчан и входил в тренерский штаб  главной команды.
С 4 марта по 19 апреля 2023 года был главным тренером команды «Химки U19», после чего возглавил направление развития молодёжного футбола в городе. В 2024 и 2025 годах — главный тренер команды-участницы чемпионата Московской области в рамках Третьей лиги (в 2024 году называлась «Химки-2», в 2025 — «СШОР Химки-М»)

## Достижения
- Победитель Первого дивизиона ПФЛ: 1993 (зона «Восток»).